# Ernen
Ernen est une commune suisse du canton du Valais, située dans le district de Conches.

## Géographie
Ernen se situe sur une terrasse morainique de la rive gauche du Rhône, en face de Fiesch. 
Le territoire de la commune s'étend sur 35,38 km2. Lors du relevé de 2013-2018, les surfaces d'habitations et d'infrastructures représentaient 1,8 % de sa superficie, les surfaces agricoles 31,9 %, les surfaces boisées 39,4 % et les surfaces improductives 26,9 %.
La commune comprend le village d'Ernen et, au sud-ouest, le hameau de Niederernen, ancienne commune incorporée en 1872, ainsi que, depuis 2004, Ausserbinn, Mühlebach et Steinhaus.

## Toponymie
L'origine et la signification du nom de la commune sont incertaines. Son ancien nom français est Aragnon, dont la première occurrence remonte à 1214. Il pourrait dériver du nom de personne latin Aranius et désigner le lieu dont il avait la possession.

## Histoire
La découverte d’un cimetière préhistorique de l’époque de La Tène à Binnachern atteste une occupation précoce en direction de la vallée de Binn, en raison assurément d’un franchissement du col de l’Albrun. Durant le haut Moyen Âge, la région est temporairement dirigée par des familles alliées aux nobles italiens Manegoldi. Puis les nobles d’Ernen, vassaux du prince-évêque de Sion, administrent la mayorie d’Ernen, citée pour la première fois en 1135. Durant la seconde moitié du XIVe siècle, cette charge échappe à la noblesse et, après de longues disputes, un compromis est trouvé en 1447 pour une alternance de mayor pris tantôt dans la paroisse supérieure Münster et dans la paroisse inférieure (Ernen). Mais Ernen conserve le lieu d’exécution (gibet). 
Entre le Moyen Age et l’époque moderne, la paroisse inférieure a produit des évêques de grand talent politique : Walter Supersaxo (1457-1482) qui, durant les guerres de Bourgogne, conquiert le Bas-Valais jusqu’à Saint-Maurice, et le cardinal Matthieu Schiner (1499-1522), qui intervient dans la politique européenne.
Après la construction de la nouvelle route du col de la Furka sur l’autre flanc de la vallée, Ernen s’est trouvée à l’écart, et son économie en a pâti. C’est à cette relative pauvreté à l’époque du grand développement économique d’autres régions du Valais qu’Ernen doit aujourd’hui sa grande richesse patrimoniale, et son charme de village encore largement intact.
La commune fusionne, le 1er octobre 2004, avec les anciennes communes d'Ausserbinn (41 habitants), d'Ernen (438 h.) de Steinhaus (28 h.) et de Mühlebach (70 h.). Le village d'Ernen est au centre de cette nouvelle commune.

## Population et société

### Surnom
Les habitants de la commune sont surnommés D'Latärne en raison de l'éclairage du village.

### Démographie

#### Évolution de la population
Ernen compte 550 habitants au 31 décembre 2023 pour une densité de population de 16 hab/km2. Sur la période 2010-2019, sa population a diminué de −8,7 % (canton : 10,5 % ; Suisse : 9,4 %).  

#### Pyramide des âges
En 2020, le taux de personnes de moins de 30 ans s'élève à 18,5 %, au-dessous de la valeur cantonale (31,7 %). Le taux de personnes de plus de 60 ans est quant à lui de 41 %, alors qu'il est de 26,6 % au niveau cantonal.
La même année, la commune compte 253 hommes pour 265 femmes, soit un taux de 48,8 % d'hommes, inférieur à celui du canton (49,6 %).
| Hommes | Classe d’âge | Femmes |
| ------ | ------------ | ------ |
| 0,8    | 90 ans ou +  | 1,9    |
| 11,1   | 75 à 89 ans  | 9,8    |
| 30,0   | 60 à 74 ans  | 28,3   |
| 22,5   | 45 à 59 ans  | 24,9   |
| 17,0   | 30 à 44 ans  | 16,6   |
| 10,7   | 15 à 29 ans  | 10,9   |
| 7,9    | - de 14 ans  | 7,5    |

| Hommes | Classe d’âge | Femmes |
| ------ | ------------ | ------ |
| 0,5    | 90 ans ou +  | 1,2    |
| 7,5    | 75 à 89 ans  | 9,4    |
| 16,8   | 60 à 74 ans  | 17,7   |
| 22,2   | 45 à 59 ans  | 21,7   |
| 20,3   | 30 à 44 ans  | 19,4   |
| 17,7   | 15 à 29 ans  | 16,6   |
| 14,9   | - de 14 ans  | 14,1   |

## Culture et patrimoine

### Patrimoine bâti
Église Saint-Georges. Ce lieu de culte est attesté à partir de 1214. Une campagne de restauration en 1964-1968 a mis en évidence les vestiges d’une construction basilicale à trois absides remontant au XIe siècle. La tour est reconstruite ne 1510-1511 ces millésimes étant gravés sur l’édifice. La reconstruction du chœur suit dans la foulée et dure jusqu’en 1518 sous la direction du maître d’œuvre Ulrich Ruffiner, auteur de remarquables voûtes d’ogives en étoile. Les décors peints des voûtes sont signés du monogramme HR (peut-être Hans Rinischer, de Sion).
En 1862-1865, l’église a été néogothicisée d’après les plans de l’architecte Antonio Croci, de Mendrisio. L’on a également ouvert alors les murs latéraux pour y créer des chapelles latérales et donner ainsi un plan cruciforme, alors particulièrement apprécié. Cette étape néogothique a été supprimée à l’occasion d’une nouvelle restauration en 1964-1968, sous la dricetion de l’architecte A. Cach,, de Brigue et sous la supervision du prof. Alfred A. Schmid, expert de la Commission fédérale des monuments historiques.
Intérieur : Maître autel, 1761, de Placy Schmidt de Disentis. Triptyques des autels latéraux vers 1718, sans doute d’Anton Sigristen. Stalles richement sculptées, de 1666, par Georg Mattig.
Sur la paroi nord de la nef, un groupe sculpté illustre saint Georges combattant le dragon (sans doute début du XVIe siècle, tandis que le haut du mur affiche les vestiges d’un cycle illustrant les apôtres. La tribune de l’orgue est datée 1677 ; elle comporte, tout comme les fonts baptismaux, une marque de tailleur de pierre (Ragozzi ?). L’orgue de 1679-1680 est dû à Christophe Aebi, de Soleure. La chaire date de 1704 et a pu être transformée et repeinte en 1786-1787. Fonts baptismaux, datés 1679 avec les armes de la famille Jost et l’inscription I[ohannes] I[osephus] I[ost] F[amiliaris] B[allivus] / T[utor] E[cclesiae] / Parochiae A(ragnensis), c’est-à-dire : « Johann Joseph Jost, Conseiller, Commandant et protecteur de la paroisse d’Ernen ». Le couvercle architecturé en bois, garni de niches, était orné de statuettes (volées en 1980).
À l’entrée du chœur un retable sculpté illustre les 14 saints auxiliateurs accompagnés de quatre autres saints représentés par de petites statuettes. L’œuvre, qui date des années 1480-1490, est issue de l’entourage du maître bernois à l’œillet et d’Erhart Küng (de).
Cure. Imposante construction de 1733 sur des bases de 1438 et 1567. Rénovée en 1978.
Maison du dizain. Bâtiment construit en 1750-1762 comme siège du tribunal et prison par le maître maçon Ragozzi.
Maison de Tell, aujourd’hui maison de commune, construite en 1576. On y voit une illustration vernaculaire peinte en 1578, de l’histoire de Guillaume Tell.
Maison des Capucins. Construite en 1511 et surélevée sans doute ne 1714, elle loge des capucins en 1740-1744.
Gibet. Sur un colline à quelque distance du village, s’élèvent, disposées en triangle, trois colonnes maçonnées : une inscription les date de 1703, elles ont été élevées sous le mandat du juge Joseph Schwick.

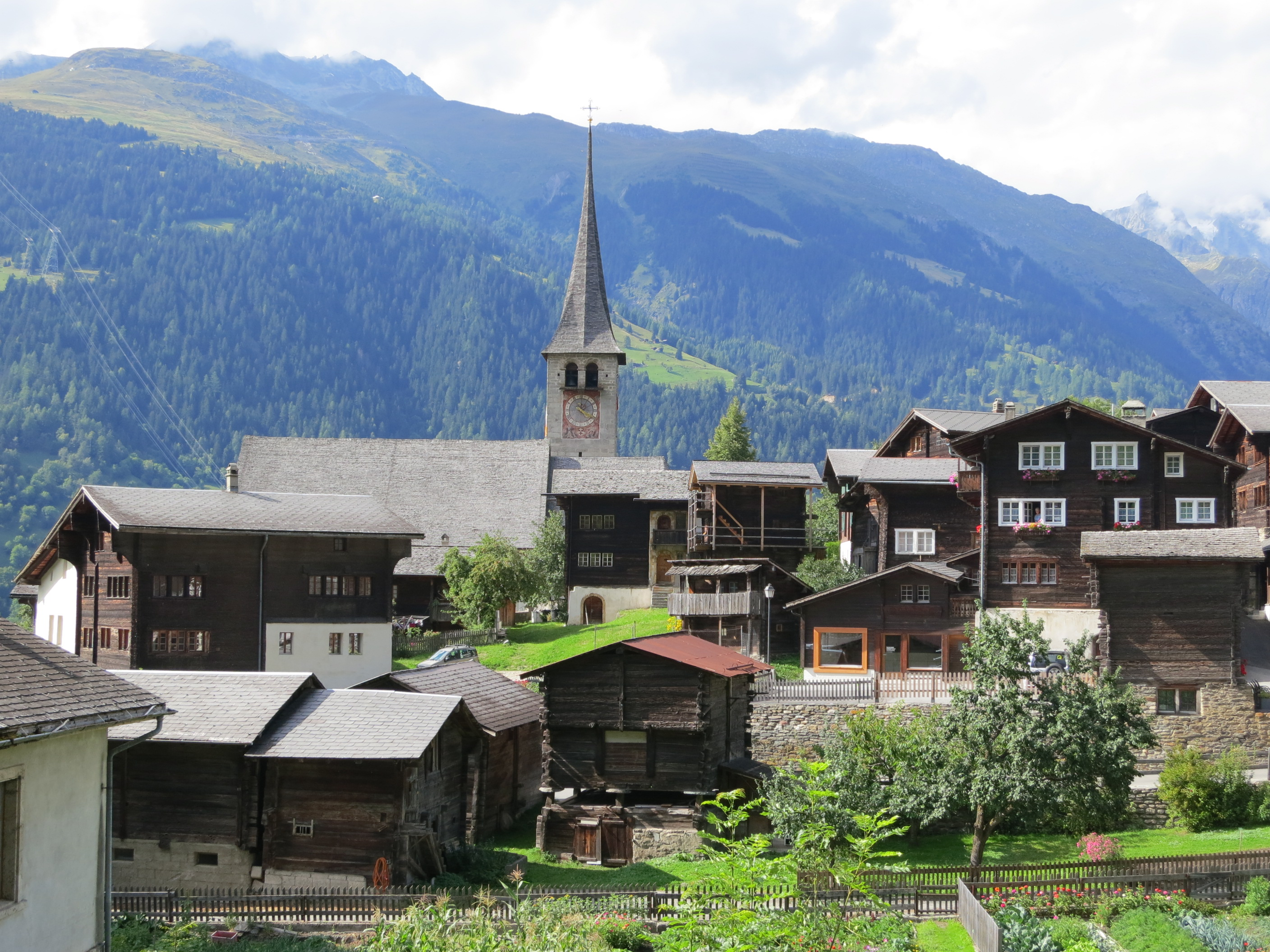
Ernen village
Photo aérienne historique de Werner Friedli de 1955
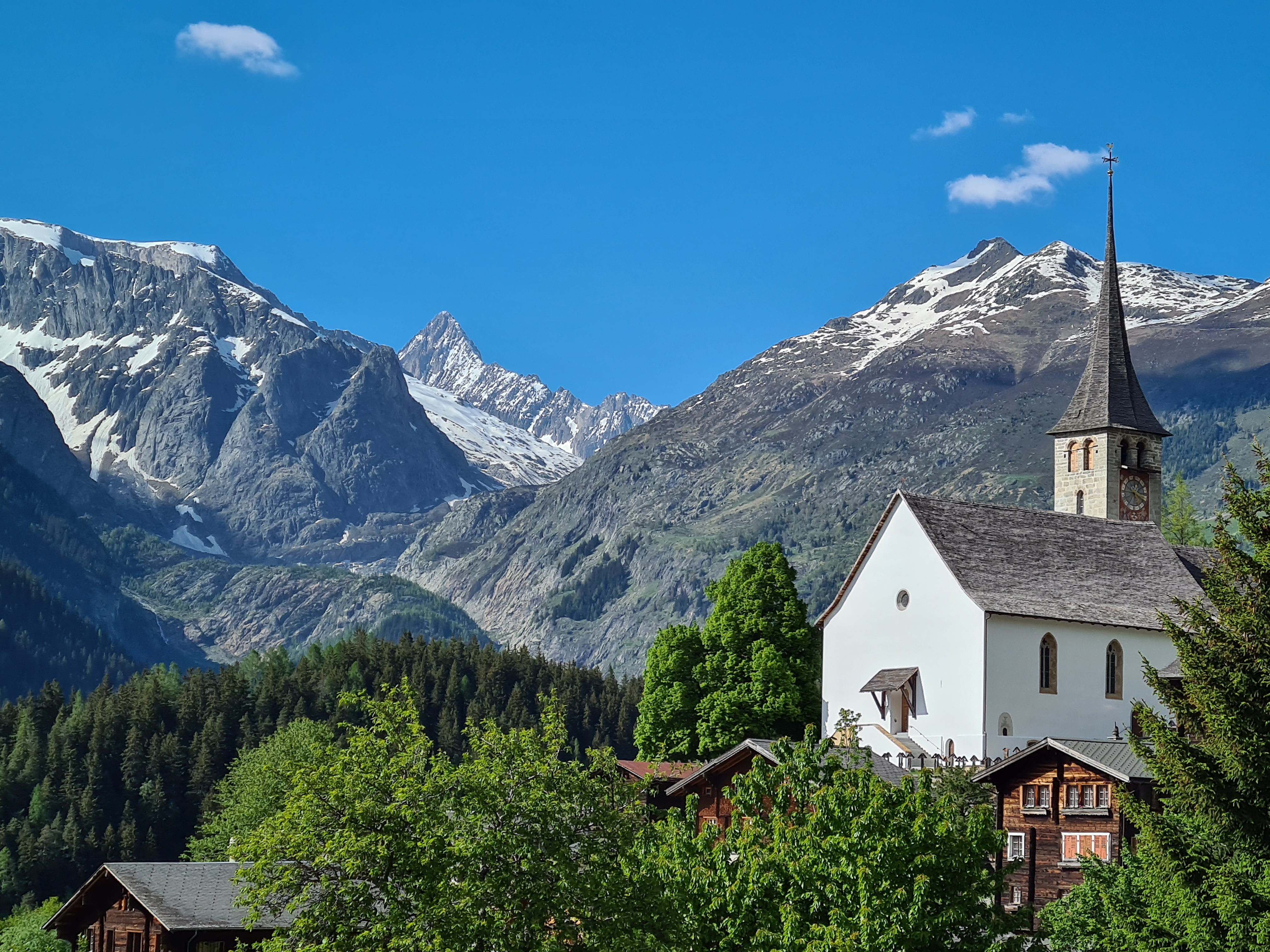
Église d'Ernen avec Finsteraarhorn
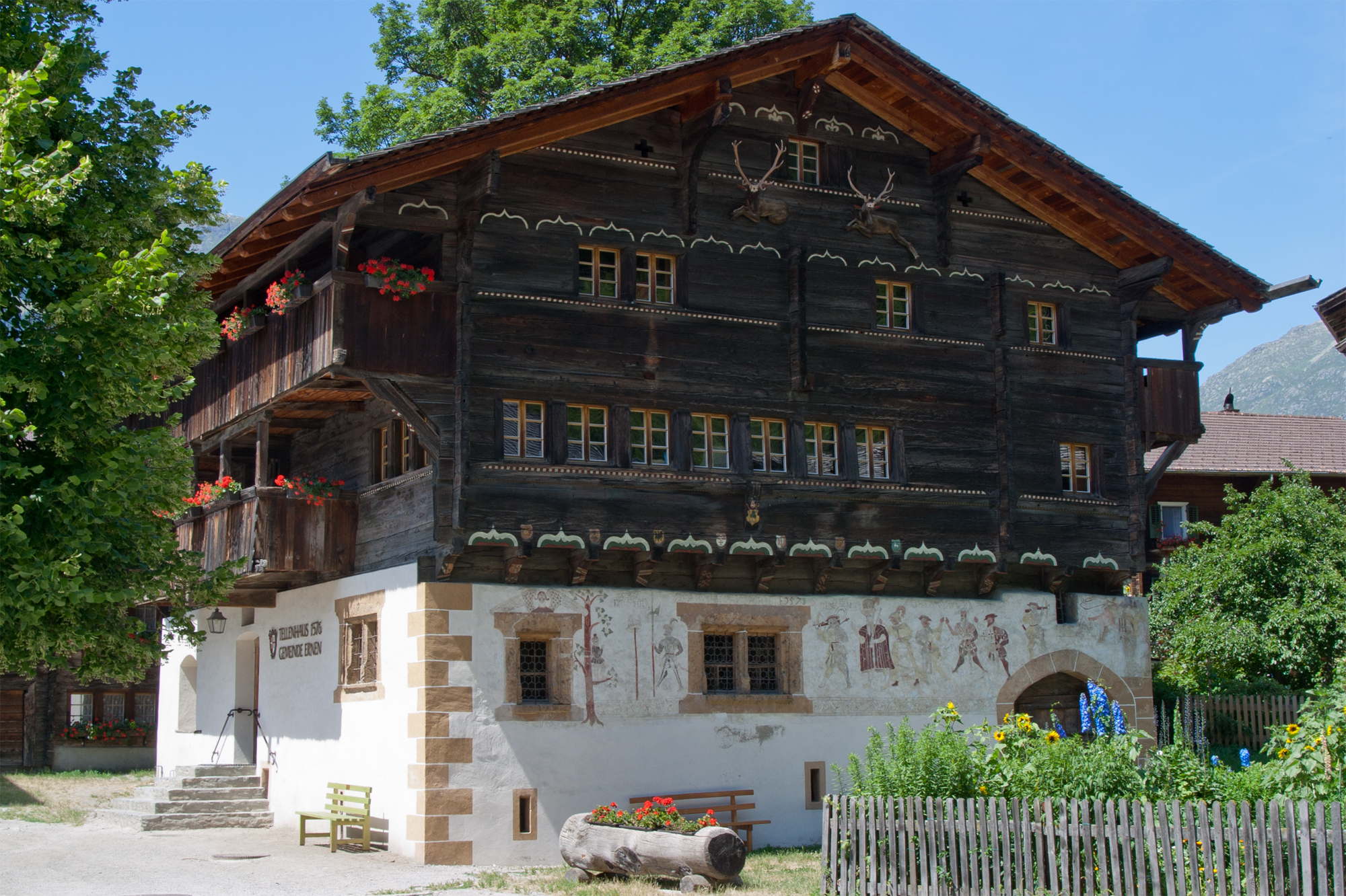
Ernen, Tellenhaus
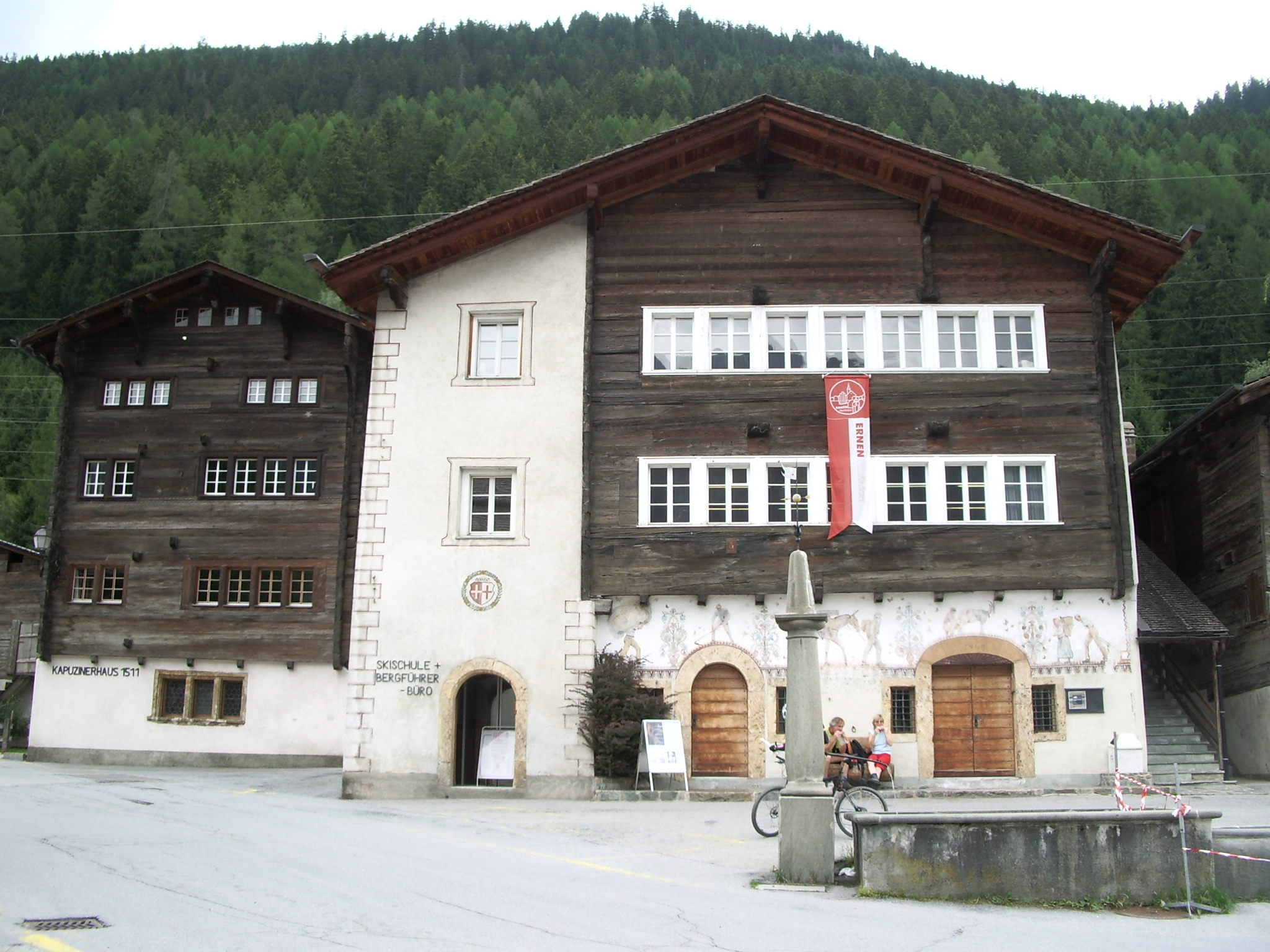
Ernen, maison des capucins à gauche et école, ancienne maison bourgeoisiale (1538)
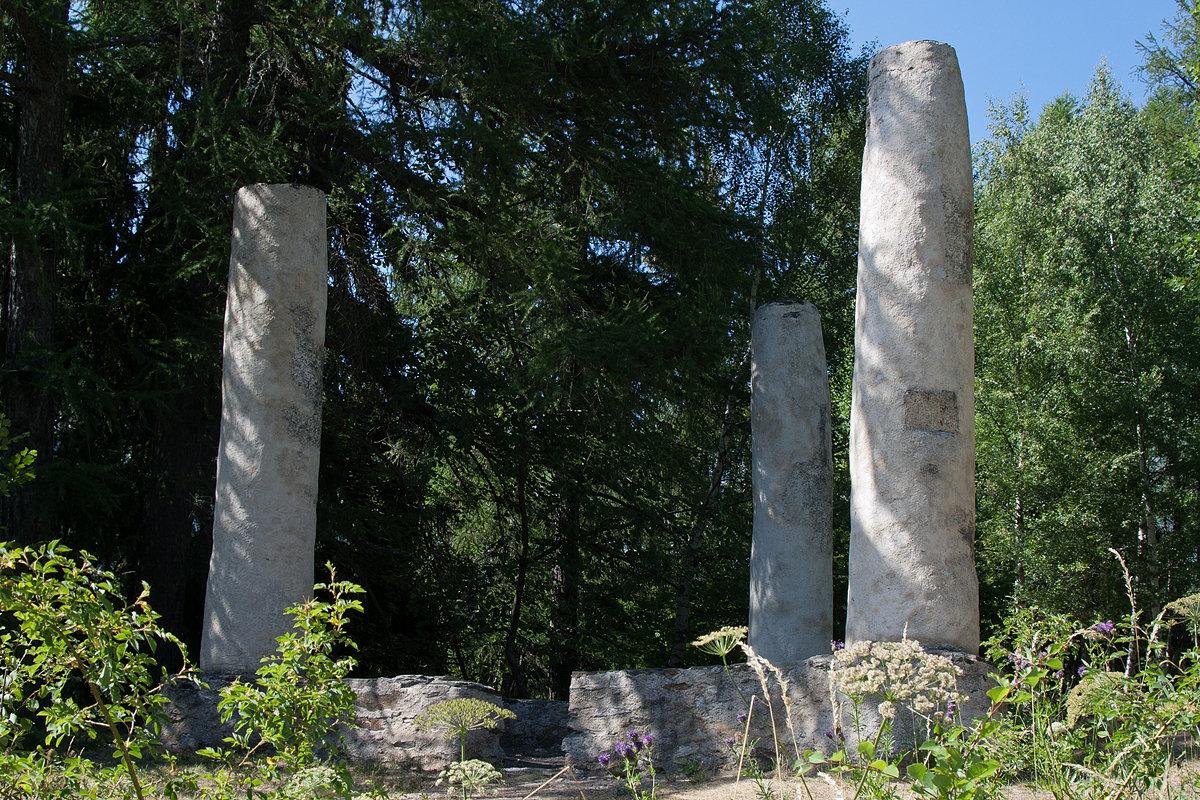
Ernen, gibet

### Tourisme
Le village de Mühlebach abritait un domaine skiable de 20 km de pistes (1 télésiège, 3 téléskis). Racheté en 2008 pour un franc symbolique par une société anglaise qui devait le rénover en totalité pour une réouverture à l'hiver 2010/2011, le projet est aujourd'hui au point mort.[réf. nécessaire]
Ernen fait partie depuis 2016 de l'association Les plus beaux villages de Suisse.

### Héraldique
| Blason | Blasonnement : « Parti de gueules et d'argent à deux croix alésées en pal, de l'un en l'autre. » |

Les armoiries communales valaisannes sont soumises à l'approbation du Conseil d'État.

## Personnalités liées à la commune
- Matthieu Schiner (1465-1522), né à Mühlebach ; il fut entre autres curé d'Aragnon, chanoine et doyen de la cathédrale de Sion, et cardinal en 1511.
- Werner Friedli (photographe) (de)